# Greensleeves Records
Greensleeves Records est un label discographique britannique de musique jamaïcaine, basé à Londres, en Angleterre.

## Histoire
Le label est fondé par Chris Cracknell et Chris Sedgwick. Basé en Grande-Bretagne, Greensleeves Records débute en tant que petit magasin de disques à West Ealing, Londres, en novembre 1975,. Le label est fondé en 1977, avec des albums d'Augustus Pablo et de Barrington Levy parmi ses premières sorties.
Greensleeves Records est racheté en 2008 par VP Records, le label des Chins, qui conforte sa place quasi monopolistique. 

## Artistes
- Al Campbell
- Alborosie
- Anthony B
- Beenie Man
- Bounty Killer
- Capleton
- Chukki Star
- Don Carlos
- Eek-A-Mouse
- Elephant Man
- Jacob Miller
- John Holt
- Johnny Clarke
- Johnny Osbourne
- Mad Cobra
- Matisyahu
- Morgan Heritage
- Mr. Vegas
- Ninjaman
- Red Rat
- Scientist
- Shabba Ranks
- Shaggy
- Sizzla
- Sly and Robbie
- Vybz Kartel
- Ward 21